# Jeico
Jeico, (Geicó, Jaico, Jaicó, Jaicós, Jaikó, Jahycos, Jaicujú), praktički nepoznato indijansko pleme iz porodice Gé, koji su prvi puta uočeni između rijeka Canindé i Gurgueia u istočnobrazilskoj državi Piaui. Njihovo izumiranje započinje na aldeji Nossa Senhora das Mercês (aldeji Gospe od Milosrđa) gdje je 1837. utemeljena crkva. Godine 1855. na toj aldeji preostalo je još nešto njihovih rasno pomiješanih potomaka. 
Robert H. Lowie navodi kako je Martius je susreo jednu njihovu manju skupinu od nekoliko pojedinaca, koji su mu rekli da su došli iz Cajueira u Piaui, a 1867. izdao je rječnik.